# Julia (orkaan 2022)
Orkaan Julia was een Atlantische orkaan van categorie 1 die schade aanrichtte in Centraal-Amerika. Het was de tiende storm en de vijfde orkaan van het Atlantisch orkaanseizoen 2022.

## Beschrijving
De storm ontstond in de Noord-Atlantische Oceaan uit een tropische golf en kreeg op 7 oktober de naam Julia. Hij volgde een zuidelijke koers door het Caribisch gebied en ontwikkelde zich tot een tropische cycloon, die net langs de kust van Venezuela trok. Behalve de dodelijke tropische storm Bret uit 1993 was er nooit een storm zo zuidelijk in Venezuela gekomen. Op 8 oktober werd het een orkaan van categorie 1 en kwam hij aan land in Nicaragua. Op 10 oktober bereikte Julia als tropische storm de Stille Oceaan en werd daarmee de achttiende tropische storm van het orkaanseizoen 2022 in de Stille Oceaan. Tevens was het na Bonnie in juli de tweede storm van het seizoen die de oversteek maakte van het Atlantische naar het Pacifische bekken. De storm trok vervolgens kort langs de kust van El Salvador, voordat hij landinwaarts trok. Hij verloor kracht en op 10 oktober trok het resterende lagedrukgebied over Guatemala. Julia bracht zware regenval, die levensbedreigende overstromingen en dodelijke modderstromen veroorzaakte in het noorden van Venezuela en een groot deel van Centraal-Amerika.
Er zijn minstens 26 dodelijke slachtoffers gevallen en vier mensen zijn vermist. In Guatemala zijn 14 mensen omgekomen, waaronder vijf uit een gezin. Ook werden er twee als vermist opgegeven nadat ze door een rivier werden meegesleurd. In El Salvador overleden tien mensen, waaronder vijf soldaten die op dertig kilometer van de hoofdstad San Salvador een reddingsoperatie uitvoerden. In Honduras verdronken twee mensen toen hun kano door een hoge golf omsloeg en raakte een persoon vermist.